# Bernard Camille
Bernard Camille, né en 1975, est un arbitre seychellois de football officiant internationalement depuis 2011.

## Carrière
Il a officié dans plusieurs compétitions majeures :
- Jeux des îles de l'océan Indien 2011 (1 match)
- Coupe d'Afrique des nations junior 2013 (2 matchs)
- CAN 2013 (1 match)
- Coupe COSAFA 2013 (4 matchs dont la finale)
- CHAN 2014 (3 matchs)
- Coupe du monde de football des moins de 20 ans 2015 (2 matchs)
- CAN 2015 (2 matchs)
- CHAN 2016 (sélectionné mais aucun match)
- Coupe COSAFA 2016 (2 matchs)
- Coupe de la confédération 2016 (finale aller)
- CAN 2017 (2 matchs)
- Coupe COSAFA 2018 (2 matchs)
- CAN 2019 (2 matchs)